# Пендилье
Пендилье (порт. Pendilhe) — населённый пункт и район в Португалии, входит в округ Визеу. Является составной частью муниципалитета Вила-Нова-де-Пайва. Находится в составе крупной городской агломерации Большое Визеу. По старому административному делению входил в провинцию Бейра-Алта. Входит в экономико-статистический субрегион Дан-Лафойнш, который входит в Центральный регион. Население составляет 648 человек на 2001 год. Занимает площадь 24,21 км².
Известным памятником муниципалитета является мегалитическая гробница Анта-де-Пендилье.
Покровителем района считается Дева Мария (порт. Maria).